# عيد سعد
عيد سعد (21 فبراير 1979 -)، ممثل سعودي.
نشأ في منطقة الرياض , شارك في عديد من المسلسلات التلفزيونية الخليجية وأهمها مسلسل العاصوف.بدور (علي)الجزء2.1

## المشوار الفني
بدايتة كانت في أواخر سنة 2008 من خلال مشاركته مذيع في إحدى البرامج التلفزيونية وفي سنة 2009 , دخل مجال التمثيل على أهم القنوات منها قناة السعودية الأولى وقناة روتانا خليجية وقناة المجد وقناة mbc كما شارك في العديد من الإعلانات التلفزيونية سعودية.

## وصلات خارجية
- موقع عيد سعد الرسمي